# 조너선 데이턴과 밸러리 패리스
조너선 데이턴(Jonathan Dayton, 1957년 7월 7일 ~ )과 밸러리 패리스(Valerie Faris, 1958년 10월 20일 ~ )는 미국의 영화 감독, 뮤직비디오 감독으로 활동하는 부부이다.

## 작품 목록

### 영화
- 미스 리틀 선샤인 (2006)
- 루비 스팍스 (2012)
- 빌리 진 킹: 세기의 대결 (2017)